# Rivulus faucireticulatus
Rivulus faucireticulatus är en fiskart som beskrevs av Costa 2008. Rivulus faucireticulatus ingår i släktet Rivulus och familjen Rivulidae. Inga underarter finns listade i Catalogue of Life.